# Protuberanza occipitale interna
La protuberanza occipitale interna è una sporgenza situata sulla faccia interna della squama dell'osso occipitale, all'incrocio delle due creste dell'eminenza crociata. La protuberanza occipitale esterna è corrispondente sulla faccia esterna della squama stessa.